# Труйич, Никола
Никола Труйич (серб. Nikola Trujić; род. 14 апреля 1992, Бор) — сербский футболист, вингер клуба «Красава».

## Биография
Воспитанник клуба «Бор». В 2005 году перешёл в белградский «Партизан». Выступал на правах аренды за «Телеоптик» (2010—2011), «Смедерево» (2011), израильский «Хапоэль» Акко (2012). Летом 2012 подписал 4-летний контракт с «Партизаном» и был отдан в аренду в «Напредак». В августе 2013 подписал полноценный 3-летний контракт с клубом. В июне 2015 вернулся в «Партизан», вновь подписав 4-летний контракт. В феврале 2016 подписал 2,5-летний контракт с клубом «Войводина». 4 сентября 2017 подписал 2-летний контракт с клубом российской премьер-лиги «Тосно».
17 октября 2018 года перешёл в румынский «Ботошани». 6 февраля 2018 года перешёл в «Вождовац».

## Достижения
«Тосно»
- Обладатель Кубка России: 2017/18